# Pseudococcus spathoglottidis
Pseudococcus spathoglottidis är en insektsart som beskrevs av Ireneo L. Lit 1992. Pseudococcus spathoglottidis ingår i släktet Pseudococcus och familjen ullsköldlöss.
Artens utbredningsområde är Filippinerna. Inga underarter finns listade i Catalogue of Life.